# 池崎大輔
池崎 大輔（いけざき だいすけ、1978年1月23日 - ）は、日本の車いすラグビー選手。北海道函館市出身。三菱商事株式会社/BLITZ所属。2024年パリパラリンピックで金メダルを獲得した。

## 来歴
6歳のとき、手足の筋力が徐々に低下する難病シャルコー・マリー・トゥース病と診断される。
1995年、岩見沢高等養護学校在学中に車いすバスケットボールを始めたが、やがて腕の筋力が低下し思うようなプレーができくなくなったため、2008年から車いすラグビーに転向した。
2009年に北海道Big Dippersに入団。チームはその年の日本選手権で3位となり、池崎も活躍を認められ国内強化選手に選ばれた。2010年4月、ウィルチェアーラグビー（車いすラグビー）日本代表に選出され、8月の世界選手権（カナダ）では3.0クラスベストプレーヤー賞を受賞、代表チームも銅メダルを獲得した。
2012年、ロンドンパラリンピックに出場し「ロンドンでは、4位や5位じゃ話にならない。最低でも銅。目標はあくまでも金」と目標をかかげ代表チームの主力として活躍したが3位決定戦でアメリカに敗れメダル獲得はならなかった。
2015年10月、三菱商事2015 IWRFアジアオセアニアチャンピオンシップで優勝し、リオデジャネイロパラリンピックの出場権を獲得。池崎は3.0クラスベストプレーヤー賞およびMVPを受賞した。
2016年7月、三菱商事に入社。リオデジャネイロパラリンピックでは準決勝でオーストラリアに敗れたが3位決定戦でカナダを破り銅メダルを獲得した。同年、函館市栄誉賞を受賞。
2018年8月10日に行われた世界選手権決勝で、日本はリオ・パラリンピック王者のオーストラリアを62-61で破り初優勝を遂げ、池崎は最優秀選手 (MVP) に選ばれた。
2019年4月、北海道TxT Big DippersからTOKYO SUNSへ移籍した。
2021年に行われた東京パラリンピックに出場し、銅メダルを獲得した。
2023年4月よりBLITZへ加入。
2024年、パリパラリンピックに出場し、全戦全勝で日本初の金メダルを獲得。同年、紫綬褒章受章。